# Jana (rzeka)
Jana (ros. Яна) – rzeka w północnej Rosji, w Jakucji. Długość 872 km (od źródeł Dułgałach 1492 km); powierzchnia dorzecza 238 tys. km²; średni roczny przepływ u ujścia 1000 m³/s (maksymalny 13000 m³/s).
Powstaje na Płaskowyżu Jańskim z połączenia rzek Sartang i Dułgałach wypływających z Gór Wierchojańskich; w górnym i środkowym biegu płynie szeroką doliną przełamując się przez pasmo Kułar. W dolnym biegu płynie przez Nizinę Jańsko-Indygirską, rozdzielając się miejscami na kilka ramion. Uchodzi deltą o powierzchni 5200 km² do Zatoki Jańskiej Morza Łaptiewów.
Zasilanie deszczowe i śniegowe. Wahania stanu wody sięgają 9 m w środkowym biegu a nawet do 12 m w dolnym biegu. Zamarza od października do kwietnia (górny bieg), maja (środkowy bieg), czerwca (dolny bieg).
Główne dopływy: Adycza (prawy), Bytantaj (lewy). Główne miasta nad Janą: Wierchojańsk, Batagaj.
W dorzeczu Jany występują złoża rud ołowiu i wolframu.